# Недзьведзіни
Недзьведзіни (пол. Niedźwiedziny, нім. Bärenbusch) — село в Польщі, у гміні Скоки Вонґровецького повіту Великопольського воєводства.
Населення — 153 особи (2011).
У 1975-1998 роках село належало до Познанського воєводства.

## Демографія
Демографічна структура станом на 31 березня 2011 року:
|          | Загалом | Допрацездатний вік | Працездатний вік | Постпрацездатний вік |
| -------- | ------- | ------------------ | ---------------- | -------------------- |
| Чоловіки | 82      | 14                 | 59               | 9                    |
| Жінки    | 71      | 18                 | 38               | 15                   |
| Разом    | 153     | 32                 | 97               | 24                   |